# Ordre sacré et militaire constantinien de Saint-Georges
 (janvier 2024).
Si vous disposez d'ouvrages ou d'articles de référence ou si vous connaissez des sites web de qualité traitant du thème abordé ici, merci de compléter l'article en donnant les références utiles à sa vérifiabilité et en les liant à la section « Notes et références ».
Pour les articles homonymes, voir Ordre de Saint-Georges (homonymie).
L’ordre sacré et militaire constantinien de Saint-Georges est un ordre dynastique équestre, délivrée par la maison de Bourbon-Siciles, prétendant au trône de l'ancien royaume des Deux-Siciles
Son but est « la glorification de la Croix, la propagation de la foi et la défense de la Sainte Église romaine ».

## Histoire
Les origines remonteraient, selon une tradition légendaire, à l’empereur Constantin et qui survit depuis la réunification de l'Italie en 1870 dans la famille de Bourbon-Siciles ; il aurait été créé après la découverte de la Vraie Croix. C'est la raison pour laquelle il est considéré par quelques historiens comme le plus ancien des ordres existants à caractère religieux.
D’abord appelé ordre de Constantin, en raison de son prétendu fondateur, puis ordre Angélique du nom d'Isaac II Ange Comnène et ordre des Chevaliers dorés à cause du collier d'or que portaient les principaux dignitaires, il prit son nom actuel lors de son passage de la maison de Parme à la maison de Bourbon-Deux-Siciles de Naples.
L’ordre fut fondé entre 1520 et 1545 par les frères Angeli, d’une famille noble albanaise, cousinant avec les grands dynastes des Balkans et les del Balzo, della Rovere et Médicis.
Quelques auteurs ont écrit que le plus ancien document authentique connu est le « Statut de l'Ordre », réformé par l'empereur d'Orient Isaac II Ange Comnène, en 1190, mais ce document est une invention du XVIe siècle. Les vraies origines de l’Ordre remontent à la période suivant la chute de Constantinople, à l'arrivée de Pietro Angelo à Venise avec ses cinq fils ; l’Ordre fut véritablement établi entre 1520 (certains statuts sont datés de 1522) et 1545 quand un bref pontifical, adressé à Andrea Angelo (mort en 1580), fils de Pietro, reconnut l'Ordre.  Le grand magistère, transmis d'abord de père en fils dans la dynastie des Comnène passa ensuite au duc de Parme, Francesco Farnese : cette transmission fut reconnue par l'empereur élu des Romains le 5 août 1699 et sanctionnée par le bref d'Innocent II Sinceræ Fidei du 24 octobre 1699. De nouveaux statuts furent promulgués par le duc le 23 mai 1705.

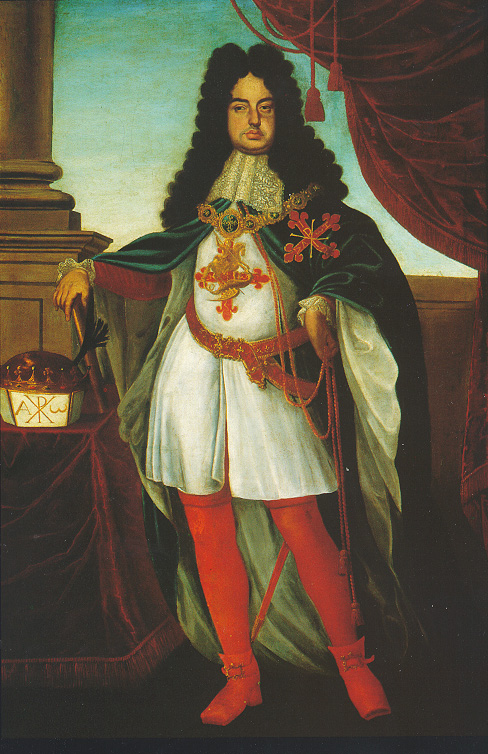
François Farnese, duc de Parme et de Plaisance, en habit de chevalier

Le pape Clément XI plaça l'Ordre sous la protection du Saint-Siège par la bulle Militantis Ecclesiæ du 27 mai 1718. Par une bulle de 1719, il félicita les chevaliers d'avoir conduit plus de deux mille fantassins du régiment Constantinien se battre en Dalmatie, aux côtés des troupes de la république de Venise, contre les armées turques en 1717 et 1718.
Avec la mort d'Antoine Farnèse, dernier duc de Parme, la dignité de grand maître fut transférée à son petit-neveu Charles de Bourbon, fils de sa nièce Élisabeth et de Philippe V d'Espagne.
Charles monta sur le trône de Naples en 1734. Il fut confirmé comme grand maître par le pape en 1738 — bien que Parme fût occupé par les Autrichiens — et établit le siège de l'ordre dans ses nouveaux États. Il y transporta les archives, dota l'ordre d'une nouvelle organisation et lui donna son nom définitif d'« ordre constantinien de Saint-Georges ». Le nouveau duc de Parme ne protesta pas contre ce transfert à Naples et reconnut les droits de son frère comme grand maître avec libre exercice des fonctions en son duché. Le roi des Deux-Siciles, descendant de la famille Farnèse et reconnu par les papes, resta ainsi grand maître, malgré la tentative de l'archiduchesse Marie-Louise de recréer une branche parmesane en 1816 (Voir plus bas).
En 1759, succédant à son frère Ferdinand VI sur le trône d'Espagne, le nouveau roi catholique Charles III transféra ses droits « italiens » à son fils Ferdinand et à ses descendants par la Pragmatique sanction du 6 octobre 1759 ; la grand maîtrise fut transférée dix jours après, le 16 octobre 1759, à Ferdinand comme primogenito legittimo farnesiano.
Dans la personne du souverain napolitain coexistaient les deux fonctions séparés de roi et de grand maître de l'ordre constantinien — office ecclésiastique aux normes du droit canonique — sans qu'il n'y ait aucune fusion et malgré sa mention en troisième position, dans l’Almanacco reale des Deux-Siciles, après les ordres de la dynastie et de l'État, l'ordre de Saint-Janvier et l'ordre de Saint-Ferdinand et du mérite.
Les statuts de l'Ordre ont été revus en 1908 et 1919, puis le 20 juillet 1934 et le 16 juillet 1943. D'autres révisions ont été faites en 1968.
Bien qu'ayant perdu ses biens lors de l'unification italienne, l'ordre constantinien, ordre dynastique familial, s'est maintenu jusqu'à nos jours, et l'Église catholique lui accorde son patronage. Le Grand Prieur de chacune des deux branches de l'Ordre est un cardinal de la sainte Église romaine.

### Querelle dynastique

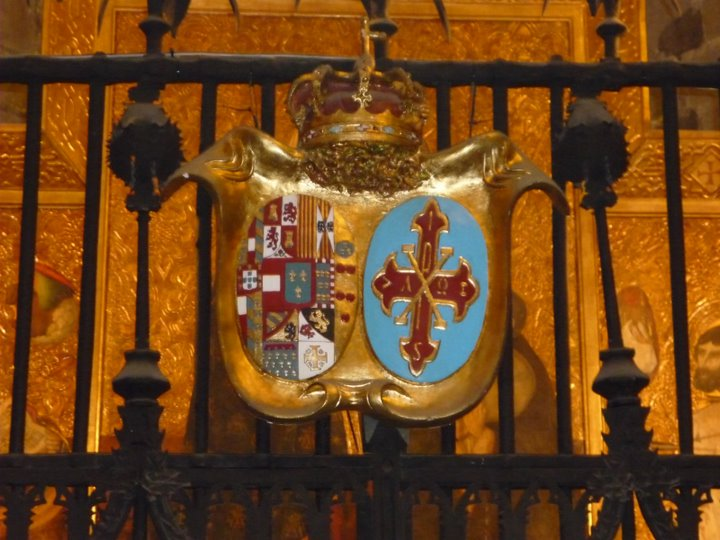
Armes de l'ordre dans la cathédrale de Barcelone

Ferdinand-Pie des Deux-Siciles est décédé en 1960 sans héritier direct. Son frère Charles ayant renoncé à ses éventuels droits successoraux à la couronne des Deux-Siciles par l'Acte de Cannes le 14 décembre 1900, un autre frère, Rénier, assuma la succession, contesté par son neveu l’infant Alphonse, fils de son frère ainé, Charles.
Cette renonciation est invalide au regard des règles de succession de la couronne des Deux-Siciles. En effet, l’acte de Cannes a été posé en exécution de la « pragmatique de 1759 » qui ne demande une renonciation que dans le cas où les deux couronnes seraient unies en une même personne.
De plus, l'Ordre n'est pas lié à la couronne, mais au représentant de la famille de Bourbon, héritière des Farnèse. L'« acte de Cannes » ne fait d'ailleurs aucune allusion à la grande maîtrise de l'ordre.
Le Saint-Siège, dont l'arbitrage a été sollicité, a refusé de se prononcer sur la question successorale et s'est contenté d'envoyer un prélat aux chapitres des deux branches de l'Ordre.
Quoi qu'il en soit, deux branches de l'Ordre coexistent actuellement, l'une sous le grand magistère de Pedro de Borbón-Dos Sicilias, duc de Calabre et Infant d'Espagne (la branche hispano-napolitaine), l'autre (la branche franco-napolitaine) sous le grand magistère de Carlo di Borbone delle Due Sicilie, duc de Castro.
Le 25 janvier 2014, le duc de Noto (branche hispano-napolitaine) et le duc de Castro (branche franco-napolitaine) de la maison royale des Deux-Siciles ont signé un accord qui, même s'il ne résout pas complètement le problème du chef de la maison royale, unit plus étroitement les deux têtes des ordres royaux, dans une meilleure coopération, en tant que co-grands maîtres de l'ordre constantinien sur un pied d'égalité.

## Organisation

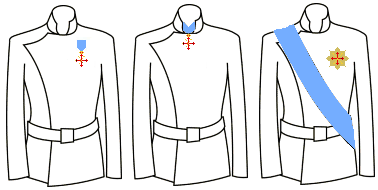
Organisation de l'ordre

Les chevaliers et les dames de l'Ordre constantinien sont choisis parmi les personnes de toute nationalité professant la religion catholique romaine et possédant les qualités et vertus du chevalier chrétien.
Depuis la publication des statuts réformés le 20 juillet 1934, ils sont répartis en grades dans trois classes : justice, iure sanguinis (classe dénommée grâce jusqu'en 1943) et mérite (succédant aux donats et frères servants d'armes). Les grades d'office, introduits par une réforme de 1943 correspondent à la croix du mérite de l'Ordre (Croce di benemerenza). Chaque classe a deux grades : grand-croix et chevalier (ou dame). On compte en outre cinquante baillis (anciennement sénateurs), en mémoire des cinquante gardes du Labarum de Constantin, qui sont grand-croix de justice.
Sans en être membres, des non-catholiques peuvent être affiliés à l'Ordre. Ils sont regroupés dans la classe d'honneur.

### Les grades dans l'ordre
- Baillis grand-croix de justice ;

Il ne peut y avoir plus de cinquante baillis grand-croix de justice, les princes royaux et les cardinaux n'étant pas compris dans ce nombre.
Les baillis grand-croix de justice chefs de familles royales et ceux qui occupent les plus hautes charges dans l'Ordre peuvent se voir concéder par le grand maître le port du collier constantinien, qui est une chaîne de chrismes d'or fermée par la croix de l'ordre émaillée de gueules, de laquelle pend une représentation de saint Georges à cheval terrassant le dragon, d'or également ;
- Chevaliers et dames grand-croix de justice ;
- Chevaliers et dames grand-croix iure sanguinis (ou : de grâce[2]) ;
- Chevaliers et dames grand-croix de mérite ;
- Chevaliers et dames de justice ;
- Chevaliers et dames iure sanguinis (ou : de grâce[2]) ;
- Chevaliers et dames de mérite ;
- Chevaliers et dames d'office (Croix de mérite[1]).

Le nombre des chevaliers grand-croix des classes de justice, iure sanguinis et de mérite est limité à cent cinquante. Le nombre des dames de ces classes est également limité à cent cinquante. Le nombre des autres chevaliers et dames n'est pas limité.
Il existe, en outre, des commandeurs, chevaliers des diverses classes ayant donné une partie de leurs biens à l'Ordre pour établir une commanderie et l'ayant servi avec mérite.
Les chapelains peuvent appartenir à tous les grades de l'ordre. Le grand prieur est de droit chevalier grand-croix.

### La classe d'honneur
Par concession spéciale du grand maître, la croix constantinienne peut être décernée à certaines personnes qui ne professent pas la religion catholique romaine. Ils appartiennent alors à la classe d'honneur.
Peuvent leur être conférés les grades d'honneur et de justice, d'honneur et iure sanguinis, d'honneur et de mérite et d'honneur et d'office. Bien que n'étant pas membres de l'Ordre, ils sont considérés comme « décorés de la croix » et inscrits sur le rôle de l'Ordre immédiatement après les membres de chaque classe,.
Ils portent les mêmes décorations que les membres ordinaires, mais la croix est suspendue à un ruban de soie bleu ciel bordé de deux bandes rouges.

### Les chevaliers profès
Au fil des siècles, l’Ordre constantinien prit les caractéristiques d’une milice religieuse. Les chevaliers pouvaient faire profession dans l’ordre en prononçant des vœux approuvés par l’Église. Ainsi, au XVIIIe siècle, il acquit, avec l'approbation du pape Clément XI, un statut d'ordre militaire religieux et, jusqu’à la première moitié du XXe siècle, il adouba des chevaliers profès qui prononçaient des vœux d’obéissance, de défense et de propagation de la religion catholique, de charité envers le prochain et de chasteté selon les divers états. Les dispositions de Clément XI n'ont pas été révoquées et ne s’opposent pas à celles qui furent adoptées par la suite. Un chevalier pourrait encore aujourd’hui prononcer des vœux au sein de l’Ordre.

### Port de l'insigne
|                    |                      |                       |
| Chevalier d'office | Chevalier-commandeur | Chevalier grand-croix |

## Quelques membres de l'ordre
- Jacques de Bauffremont (1922-2020)
- Silvio Berlusconi (1936-2023), ancien président du Conseil des ministres italien (1994-1995, 2001-2006 et 2008-2011)
- Béatrice de Bourbon des Deux-Siciles (1950), grande chancelière de l'Ordre, présidente de la commission royale héraldique magistrale
- Christian-Philippe Chanut (1948-2013), aumônier de la maison de France
- Francesco Cossiga (1928-2010), ancien président du Conseil des ministres italien (1979-1980), et ancien président de la République italienne (1985-1992)
- André Damien
- Lamberto Dini (1931), ancien président du Conseil des ministres italien (1995-1996)
- Charles de Mesnard (1769-1842)
- Jean de Mayol de Lupé (1873-1955), aumônier militaire de la Légion des volontaires français puis de la Division SS Charlemagne pendant la Seconde Guerre mondiale
- Comte Géraud Michel de Pierredon (1916-2006)
- Dominique Prince de La Rochefoucauld-Montbel
- Guy de Muyser (1926)
- Mgr Maroun Lahham
- Jean-Christophe Napoléon, prince Napoléon
- Jean d'Orléans, comte de Paris
- Hervé Pinoteau (1927-2020)
- Fernand Pouillon
- Oscar Luigi Scalfaro (1918-2012), ancien président de la République italienne (1992-1999)
- Christophe de Villeneuve-Bargemon (1771-1829), préfet
- Miguel de Bragança, duc de Viseu
- Vicomte Charles Hippolyte Vilain XIIII

## Uniforme et insignes

### Chevaliers laïques et dames de l'Ordre

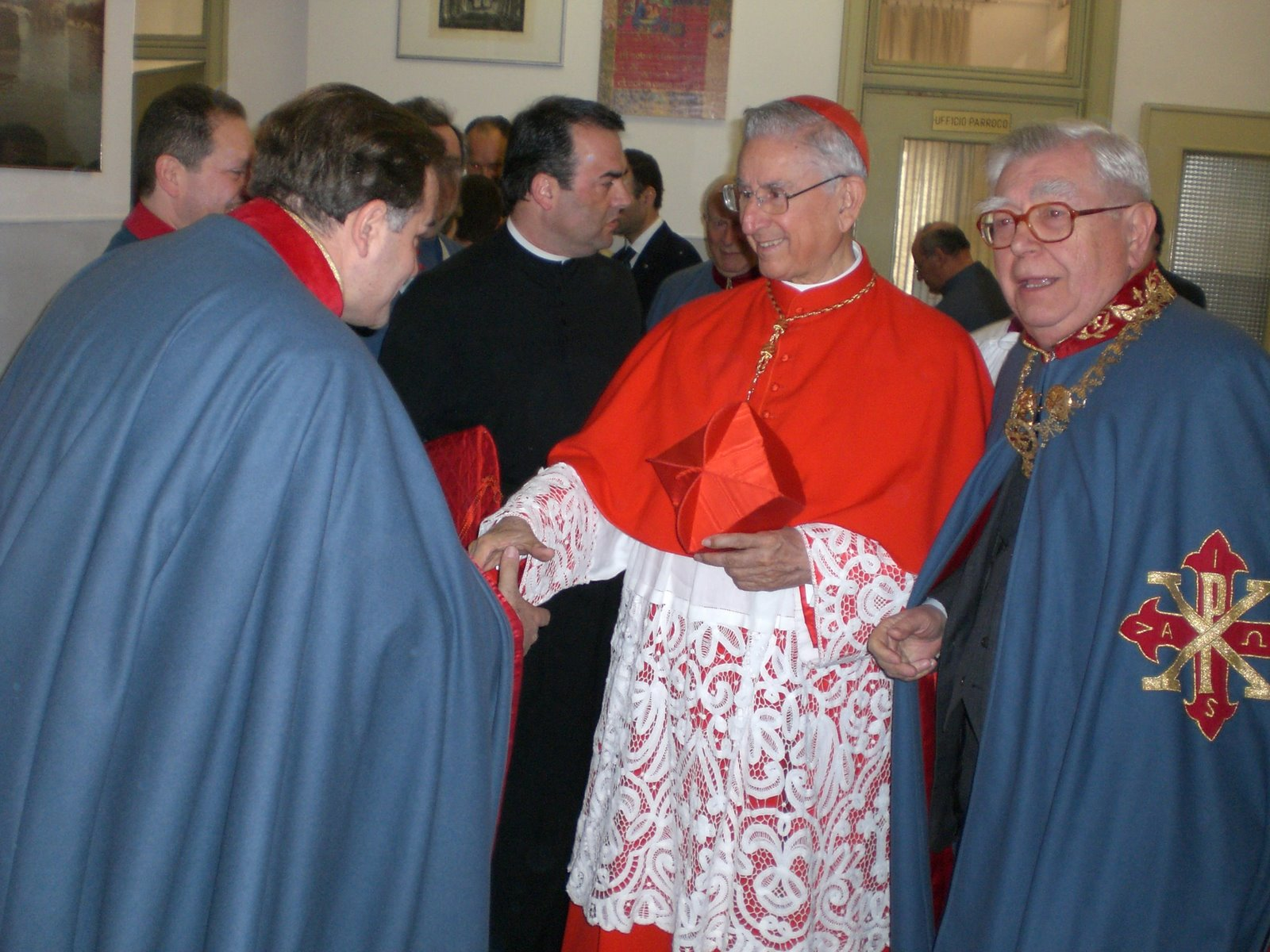
Chevaliers en manteau

Les chevaliers laïques peuvent porter l'uniforme militaire tel qu'il a été défini par le décret magistral du 12 février 1912. Il se compose du pantalon et d'une tunique bleu roi. Le pantalon est orné de galons dorés. Il comporte aussi des épaulettes et une ceinture dorées. Le col et les manchettes sont blancs brodés d'or, les motifs correspondant au grade détenu.
Le bicorne, du même modèle que celui des autres ordres de chevalerie, est noir. Il est décoré d'une cocarde bleu ciel. Les chevaliers portent également une épée et des éperons
Lors des cérémonies religieuses, chevaliers et dames revêtent un manteau bleu roi à col de velours rouge brodé d'or selon le grade, orné de la croix constantinienne sur le côté gauche.

### Chapelains

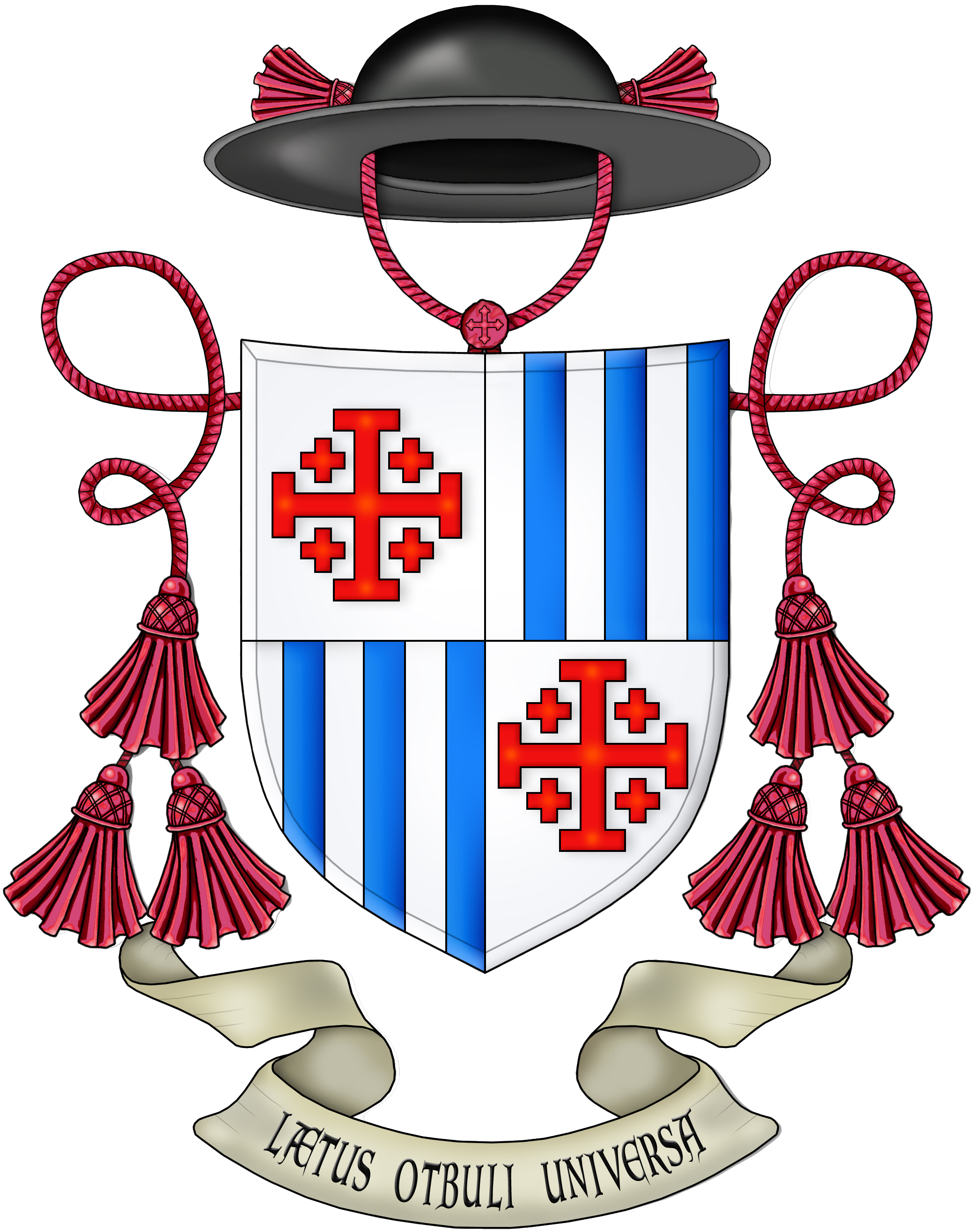
Armes d'un chapelain.

Les chevaliers ecclésiastiques de l'Ordre — à l'exception des chevaliers d'office — jouissent des privilèges prélatices depuis la bulle Militantis Ecclesiæ donnée par Clément XI le 26 juin 1718. Cette bulle concède au grand prieur des privilèges abbatiaux. Ces privilèges furent confirmés et augmentés par les brefs apostoliques du 27 juin 1723 et du 7 juillet 1725 (Apostolicæ dignitatis) puis par des placet du pape Pie X.
Leur habit de chœur se compose notamment d'une mozette ornée de la croix constantinienne. Régulièrement, en vertu de la bulle et des décrets postérieurs, la mozette devrait être violette. Jusqu'au décret magistral du 22 mars 1911, approuvé par le pape Pie X le 2 avril 1913, les chapelains de l'Ordre étaient censés porter une soutane de soie bleu ciel. Cette couleur étant considérée comme trop « discordante » avec celle de la mozette, elle fut remplacée par la soutane violette, le port de la ceinture bleu ciel restant permis. Les décrets magistraux du 7 avril 1911 et du 2 avril 1913, approuvés par Pie X, étendirent à tous les ecclésiastiques de l'Ordre le port de la ceinture violette.
Bien que ces règles ne soient pas abolies, l'usage récent fait porter aux chapelains une mozette de laine bleu roi, comme le manteau des chevaliers, toujours ornée d'une croix constantinienne. En France, les chapelains usent plus fréquemment du mantelet bleu roi, lui aussi orné de la croix. Mozette ou mantelet sont portés sur le rochet.
Parmi les autres privilèges confirmés par le pape Pie X, on peut noter le port de plusieurs autres insignes prélatices, entre autres : 
- Au chœur, sur la soutane violette (paonazza) et la mozette, les chapelains portent la barrette noire (ou violette pour les grand-croix) avec un fileté violet, brodée sur l'avant de la croix de l'Ordre en or, un anneau avec une seule pierre, des bas et un collaro violets. Les glands de la ceinture sont violets mêlés d'or.
- La soutane de ville est noire, filetée de cramoisi pour les grand-croix ou de violet pour les autres chevaliers ecclésiastiques ; le chapeau orné d'un cordon et de glands violets et or ; le ferraiolo violet (pour les grand-croix) ou noir avec bandes et cordons violets et la croix de l'Ordre appliquée sur l'épaule gauche. Les franges de la ceinture sont violettes mêlées d'or.

Les chevaliers ecclésiastiques, si leur grade ne leur donne pas droit au port d'une plaque, peuvent porter la plaque des chevaliers chapelains dont les rayons de l'étoile sont alignés, derrière la croix de l'Ordre, sur les pointes intermédiaires.
Cependant — à moins qu'il ne possède une autre dignité l'y autorisant — aucun chevalier ecclésiastique n'a droit au titre de « Monseigneur. » Les grand-croix reçoivent l'appellation d'« Excellence », les autres chapelains celle de « Révérendissime », les sacellaires et les chapelains d'office celles de « Très révérend » ou de « Révérend » selon leurs fonctions.
Seul le grand prieur a — au titre de l'Ordre — l'usage des pontificaux (mitre et bougeoir).
Les privilèges héraldiques sont également précisés par les documents de référence. Les chevaliers grand-croix timbrent leurs armes du chapeau de sable à trois glands de gueules (cremesi) de chaque côté de l'écu. Pour les autres chapelains les glands sont de pourpre (paonazzi). L'écu est entouré d'un ruban azur ou du collier de l'ordre, selon les grades, sauf pour les sacellaires, qui portent la croix de l'ordre suspendue à une cordelière azur et or.

### Insignes

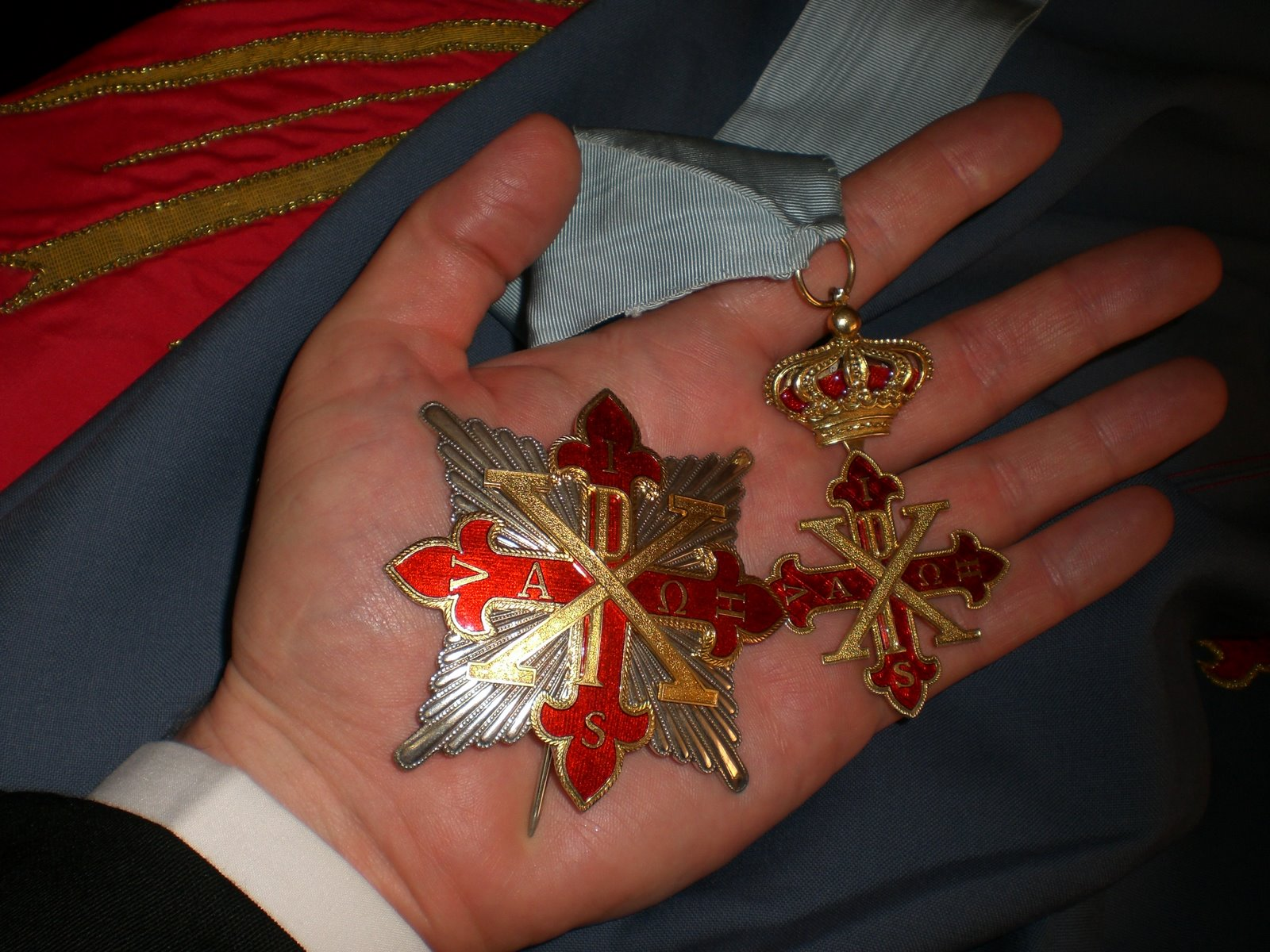
Plaque et croix de chapelain de l'Ordre constantinien

La croix de l'Ordre consiste en une croix grecque rouge à quatre branches fleurdelisées et passementées d’or, chargées aux quatre extrémités des lettres I.H.S.V. (In Hoc Signo Vinces) et au centre, en or, le chrisme (☧, monogramme formé des lettres grecques chi et rhô) entre les lettres grecques Α et Ω.
Portée en décoration, la croix est suspendue à un ruban de soie bleu ciel.
- Les baillis portent l'insigne en écharpe. La croix est surmontée de la couronne royale des Deux-Siciles en or, pendant d’un trophée d’armes, en or également. Une représentation en or de saint Georges à cheval terrassant le dragon est suspendue à la croix. Ils arborent sur le côté gauche de la poitrine une plaque composée d'une étoile d'or chargée de la croix de l'Ordre.
- Les chevaliers grand-croix de justice portent la croix dans les mêmes conditions, sans le saint Georges à cheval, et la plaque de l'Ordre en or.
- Les chevaliers grand-croix iure sanguinis (ou de grâce) portent la croix en écharpe, sans le trophée d'armes, et la plaque de l'Ordre en argent.
- Les chevaliers grand-croix de mérite portent la croix en écharpe, sans le trophée d'armes ni la couronne, et une plaque de l'Ordre en argent.
- Les chevaliers de justice portent la croix en cravate, surmontée du trophée d'armes et de la couronne royale, et la plaque de l'Ordre en or.
- Les chevaliers iure sanguinis (ou de grâce) portent la croix en cravate, surmontée de la couronne royale.
- Les chevaliers de mérite portent la croix en cravate, sans trophée d'arme ni couronne.
- Les chevaliers d'office portent la croix, sans trophée d'armes ni couronne, suspendue à un ruban bleu ciel sur le côté gauche de la poitrine.
- Les chapelains portent, en sautoir, la croix surmontée de la couronne royale et, si leur grade ne leur donne pas droit au port d'une autre plaque, une plaque d'argent sur le côté gauche de l'habit de chœur ou de cérémonie. D'un tiers plus petite que celle des grand-croix, cette plaque a une apparence carrée, les rayons de l'étoile au niveau des branches de la croix étant alignés sur les rayons intermédiaires.

Les croix et plaques des dames — portées dans les mêmes conditions — sont un tiers plus petites que celles des chevaliers. Les écharpes sont plus étroites et les autres croix sont portées au côté gauche suspendues à un nœud de soie bleu ciel. Les dames d'office portent en revanche la même décoration que les chevaliers d'office.
Le port des insignes n'est pas autorisé en France, puisqu'ils ne sont pas décernés par une puissance souveraine, mais le Royaume d'Espagne, la République italienne, le Mexique, les Pays-Bas et l’armée des États-Unis, entre autres, autorisent les chevaliers, dames et chapelains de la branche hispano-napolitaine de l'ordre à accepter et porter leurs décorations. Les insignes de la branche franco-napolitaine sont autorisés par la République italienne.

### Médailles de mérite
La branche franco napolitaine confère une médaille de mérite à ceux qui lui ont rendu des services ou ont participé à son rayonnement.
Cette branche a aussi institué une médaille spéciale Benemerenti Pro Christiana Cultura qui n'a été décernée que trois fois : au cardinal Siri, au cardinal Ratzinger et au professeur Sas-Skowronski, recteur de la Polski Universitet Na Obczysnie.

## Drapeaux de l'Ordre

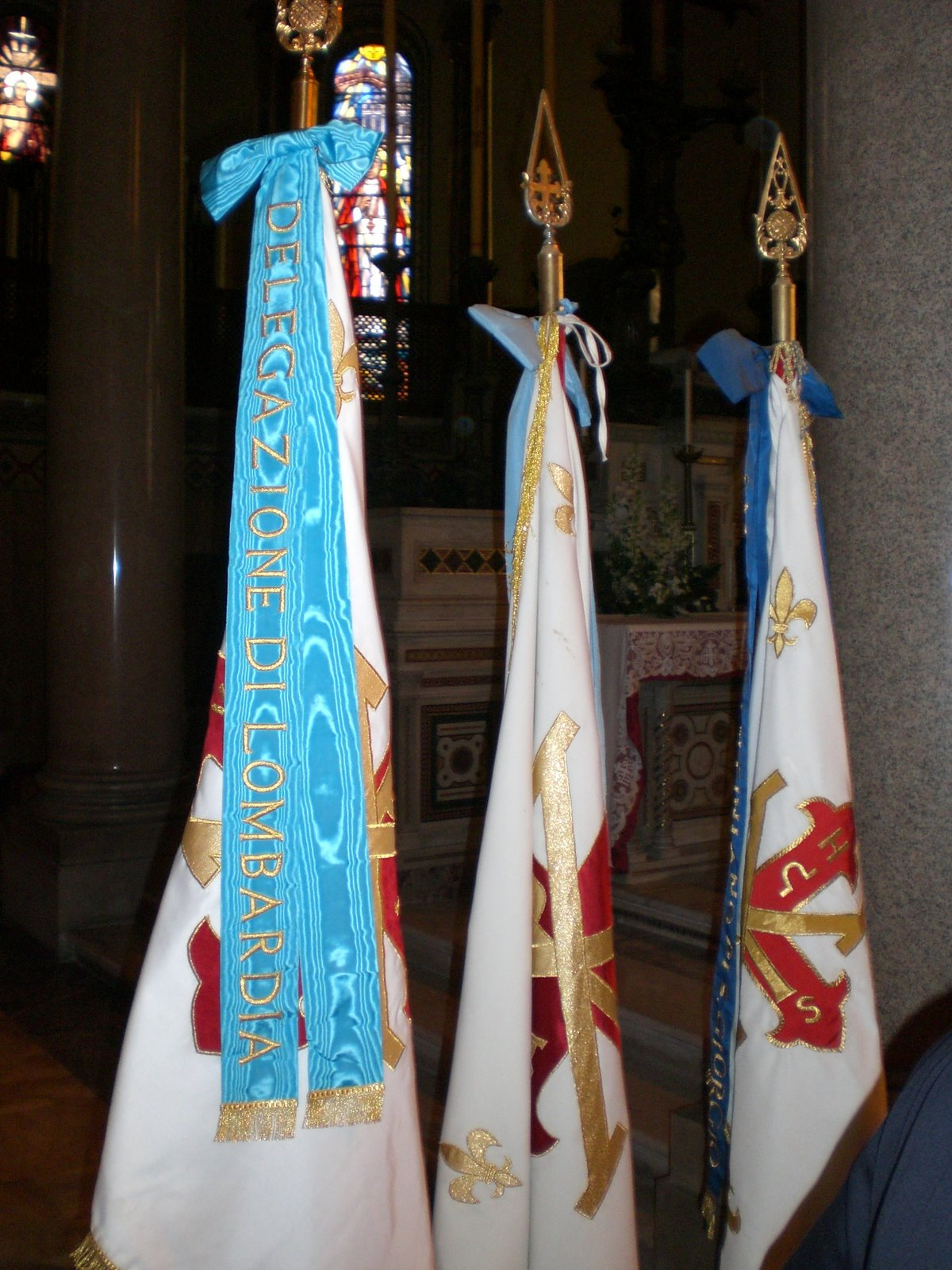
Étendards

La bannière de l'Ordre, dans les grands rassemblements et les fonctions religieuses, est le Labarum, reproduit d'après celui de Constantin.
L'étendard utilisé dans les fonctions civiles telles les œuvres de soins hospitaliers, de secours et de charité est un drapeau de soie blanche, avec la croix constantinienne pourpre au centre.

## Fêtes de l'Ordre
L'Ordre célèbre les fêtes de saint Georges, le 23 avril, et de l'Exaltation de la Sainte-Croix, le 14 septembre.

## Ordre constantinien de Saint-Georges (Parme)
Fondé par Marie-Louise d'Autriche, ex-impératrice des Français et duchesse de Parme, Plaisance et Guastalla, le 26 février 1816 en souvenir de l'ordre des Farnèse passé à Naples, cet ordre Constantinien fut un ordre de mérite à cinq classes qui s'installa au siège de l'ancien Ordre à Parme, en l'église Santa Maria della Steccata (Sainte-Marie-de-la-Palissade).
L'archiduchesse Marie-Louise, duchesse de Parme en vertu des traités de 1814, se proclamant héritière des Farnèse, avait réclamé la grande maîtrise de l'Ordre constantinien. Pour éviter toute nouvelle discussion, les deux maisons souveraines de Parme et des Deux-Siciles convinrent tacitement d'en exercer l'une et l'autre les droits, mais les grands maîtres à Naples ont toujours refusé de reconnaître les prétentions des ducs de Parme ; le Saint-Siège a seulement reconnu l’Ordre sous la grand maîtrise du roi des Deux Siciles et de ses successeurs comme représentants des Farnèse.
Conservé comme premier ordre par les Infants d'Espagne, ducs de Parme et de Plaisance, le Constantinien de Saint-Georges ne fut plus conféré après la mort du duc Robert Ier en 1907, mais les princes de Parme portent encore les insignes de sénateur grand-croix avec collier. Dans les années 1980 le duc Charles-Hugues de Bourbon-Parme a renouvelé l’ordre constantinien de Parme et le port des insignes est autorisé aujourd’hui par la République italienne.

## Sources
- (fr) Ettore Gallo, Le Grand Magistère de l'Ordre Sacré et Militaire Constantinien de Saint-Georges, Monaco, Éditions du Rocher, 2003
- (fr) Hervé Pinoteau, État présent de la Maison de Bourbon, 3e édition, 1985
- (en) Peter Bander van Duren, Orders of knighthood and of merit, Gerrards Cross, 1995
- (en) Guy Stair Sainty, The two Siciles succession dispute
- (en) Guy Stair Sainty, The orders of chivalry and merit of the Bourbon Two Sicilies dynasty
- (fr) W. Maigne, Dictionnaire encyclopédique des ordres de chevalerie civils et militaires créés chez les différents peuples depuis les temps les plus reculés jusqu'à nos jours, Paris, Adolphe Delahays, 1861, 240 p. (lire en ligne)
- (de) Gregor Gatscher-Riedl, In hoc signo vinces. Zwischen religiösem Mythos und politischem Anspruch von Byzanz nach Neapel. Die Geschichte des Heiligen Konstantinischen Ritterordens vom Heiligen Georg, Neue Welt Verlag, Vienne 2012,  (ISBN 978-3-9503061-2-5)